# Timothée Chalamet
Timothée Hal Chalamet (født 27. december 1995) er en fransk-amerikansk skuespiller. Han er bedst kendt for rollen som Elio Perlman i Call Me by Your Name og rollen som Willy Wonka i musicalfilmen Wonka (en).

## Karriere
Chalamets skuespillerkarriere begyndte med kortfilm, før han senere spillede med i dramaserien Homeland i 2012.
I 2017 fik han rollen som Elio Perlman i Luca Guadagnino's romantiske drama Call Me by Your Name. Hans optræden i filmen fik ham nomineret til en Academy Award for Bedste Mandelige Hovedrolle i 2018, hvilket gjorde ham til den trejdeyngste nominerede i den kategori nogensinde.
Efter sin optræden i Call Me by Your Name fik han stor anerkendelse og medvirkede senere med i coming-of-age filmene Hot summer nights og Lady Bird (film), såvel som western-filmen Hostiles, hvor Christian Bale også er på rollelisten. Chalamet spillede en teenager med stofmisbrug i dramaet Beautiful Boy fra 2018, hvilket han blev nomineret til en BAFTA Award for Best Actor in a Supporting Role for.
I 2019 medvirkerede Chalamet i Netflix-produktionen The King, hvor han spillede Henrik 5. af England. Senere samme år medvirkerede han også i den Oscar-nominerede Little Women.
I 2023 havde han hovedrollen som den opfindsomme chokolagermager Willy Wonka i musicalfilmen Wonka (en).

## Filmografi
- Interstellar (2014)
- Hot Summer Nights (2017)
- Call Me By Your Name (2017)
- Lady Bird (2017)
- Beautiful Boy (2018)
- A Rainy Day in New York (2019)
- The King (2019)
- Little Women (2019)
- Dune (2021)
- Wonka (2023)
- Dune: Part Two (2024)
- A Complete Unknown (2024)